# Stazione di Ortona
La stazione di Ortona è una stazione ferroviaria posta sulla ferrovia Adriatica, a servizio del comune di Ortona.

## Storia
La stazione venne attivata il 15 settembre 1863 come capolinea provvisorio della linea proveniente da Pescara, prolungata verso Foggia il 25 aprile dell'anno successivo.
La stazione era collegata, prima della guerra, anche da una funicolare che aveva la stazione superiore sulla Passeggiata Orientale. Progettata inizialmente dalla ditta Ferretti, ma riprogettata nel 1925 a causa di diverse problematiche, tra cui un incidente durante l'esercizio, venne distrutta dalla guerra nel dicembre 1943 e non più ricostruita. Oggi resta solamente uno spazio sotto la Passeggiata, gestito dall'associazione culturale "Zooart".
Anche la stazione di Ortona venne gravemente danneggiata durante la seconda guerra mondiale. Al termine del conflitto venne ricostruita con un nuovo fabbricato viaggiatori, terminato nel 1949.

## Strutture e impianti
Si trova lungo la tratta della ferrovia Adriatica Pescara-Bari e dal 1915 è collegata anche con la tratta Ortona Marina-Crocetta della Ferrovia Sangritana (ad oggi però temporaneamente sospesa all'esercizio) che la collegava, tramite l'adiacente stazione di Ortona Marina, a San Vito Marina e ai comuni dell'Alto Sangro, fino a Castel di Sangro.
La stazione sorge in viale Marina, all'ingresso del porto di Ortona, poco distante da Piazzale Caduti del Mare sede della Capitaneria di Porto. Il piazzale binari è composto da quattro binari, a nord si dirama il raccordo per il porto e a sud un ampio scalo merci e il raccordo con la Ferrovia Sangritana.
La linea ferroviaria, parallela a via Cervana, coincide con quella storica fino al Lido Saraceni dove ha inizio la variante Ortona-Casalbordino-Pollutri entrata definitivamente in esercizio il 27/11/2005. Il tracciato storico, privo di ogni elemento ferroviario, è in corso di riconversione in pista ciclopedonale, estesa verso nord nel tratto costiero adiacente al porto.

Negli anni il fenomeno dell'erosione tufacea ha interessato anche le storiche gallerie in cemento realizzate lungo la tratta adriatica di Ripari di Giobbe e Punta Ferruccio a nord, e Punta Acquabella-San Donato a sud. Non pochi problemi di recente ha causato anche la storica galleria Castello che passa sotto il colle del castello aragonese di Ortona. Nel dicembre 2018, conclusi i lavori di realizzazione della nuova galleria dei Frentani, sono partiti quelli per allargare e consolidare la galleria Castello, a cura di Rete Ferroviaria Italiana, terminati i quali sarà finalmente completato il raddoppio della tratta fino a Termoli. 

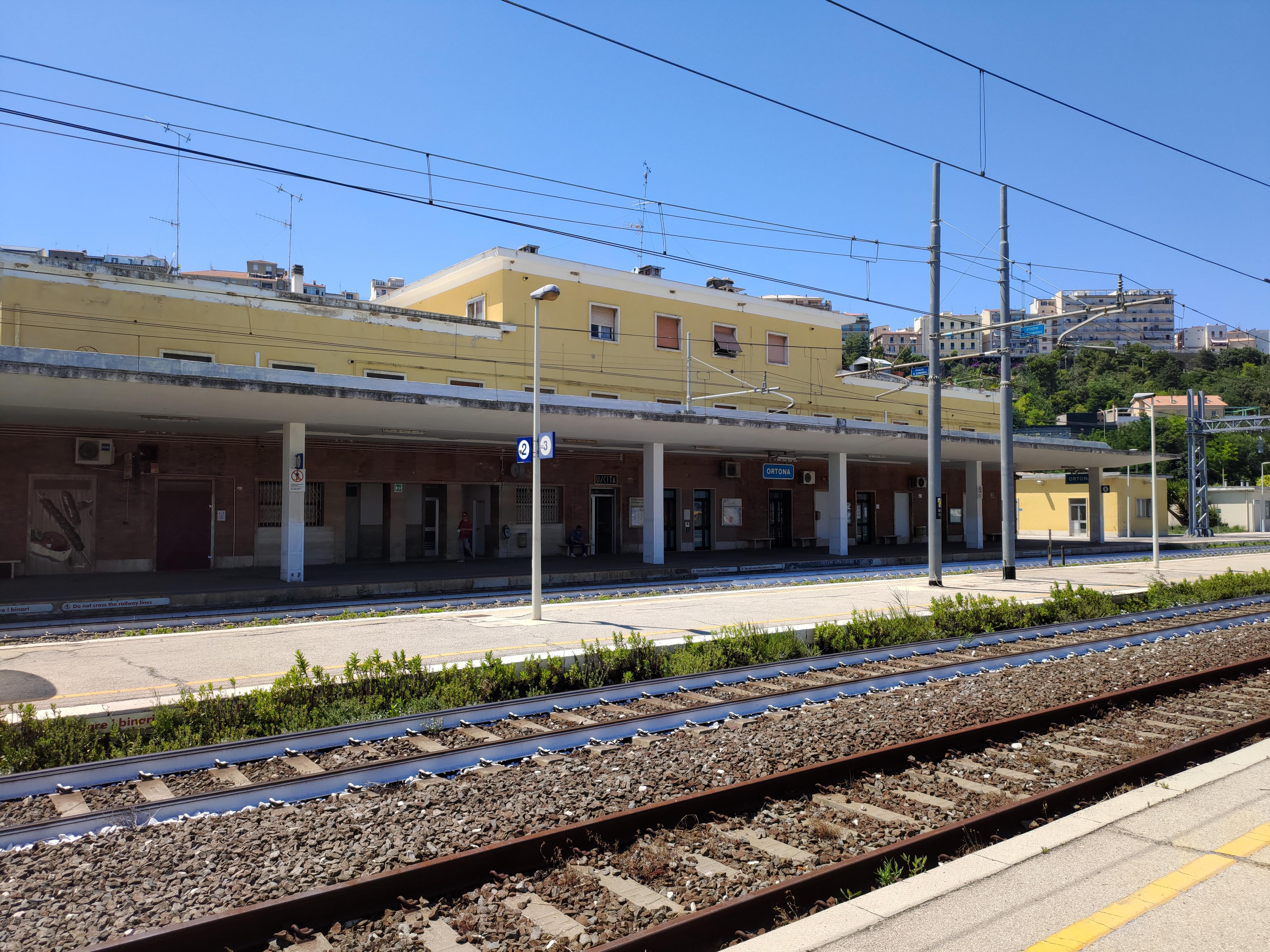
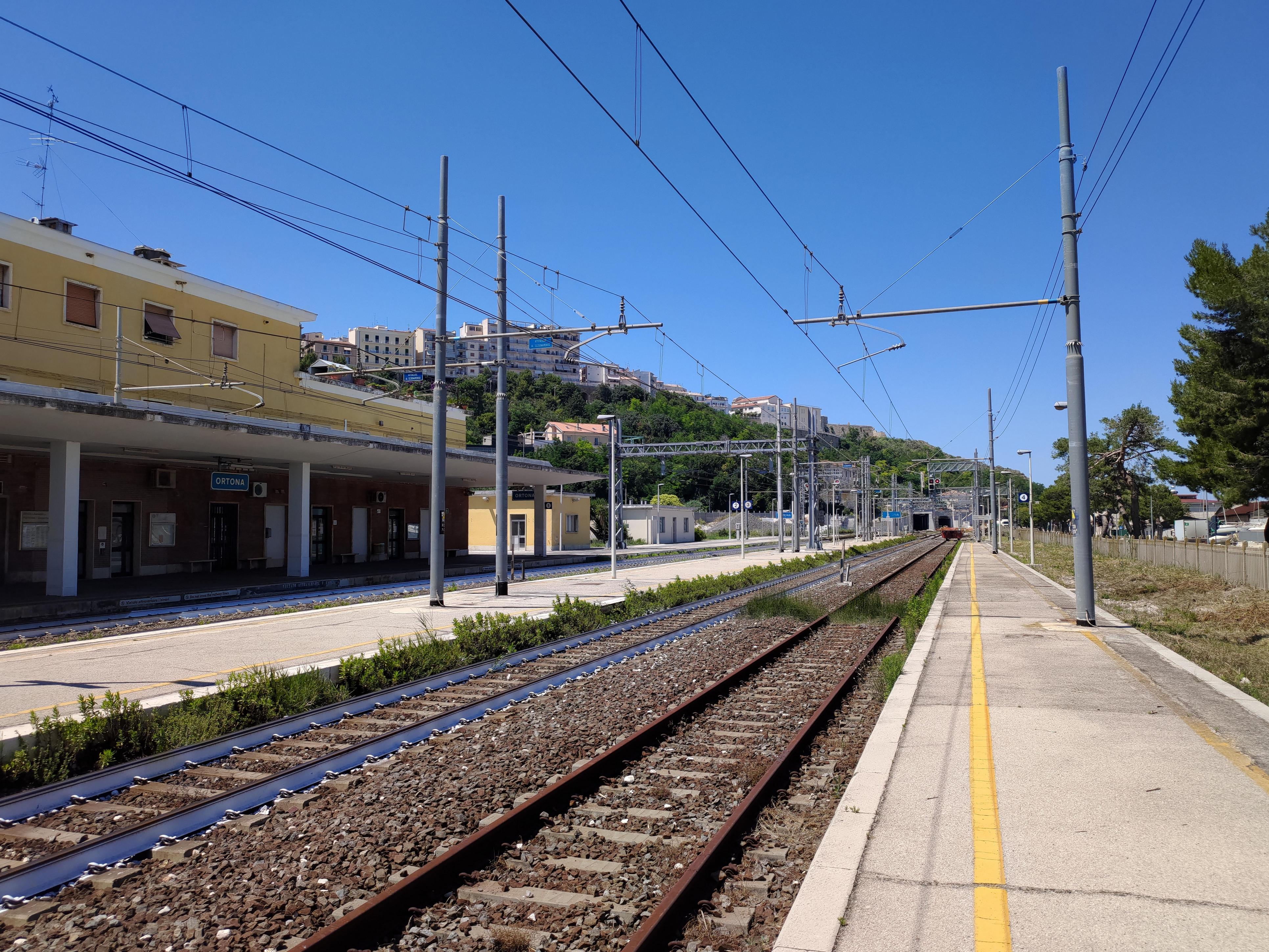
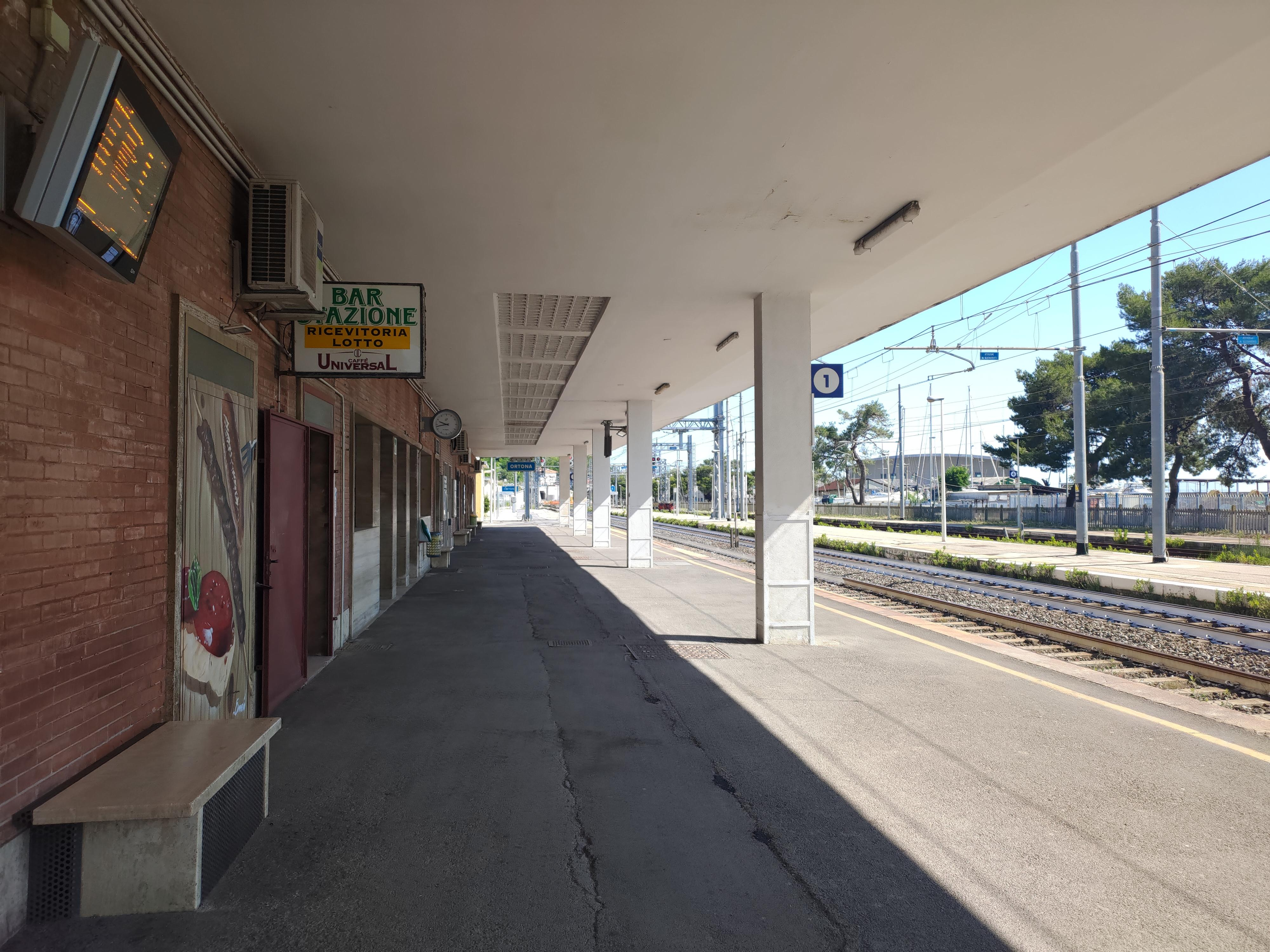
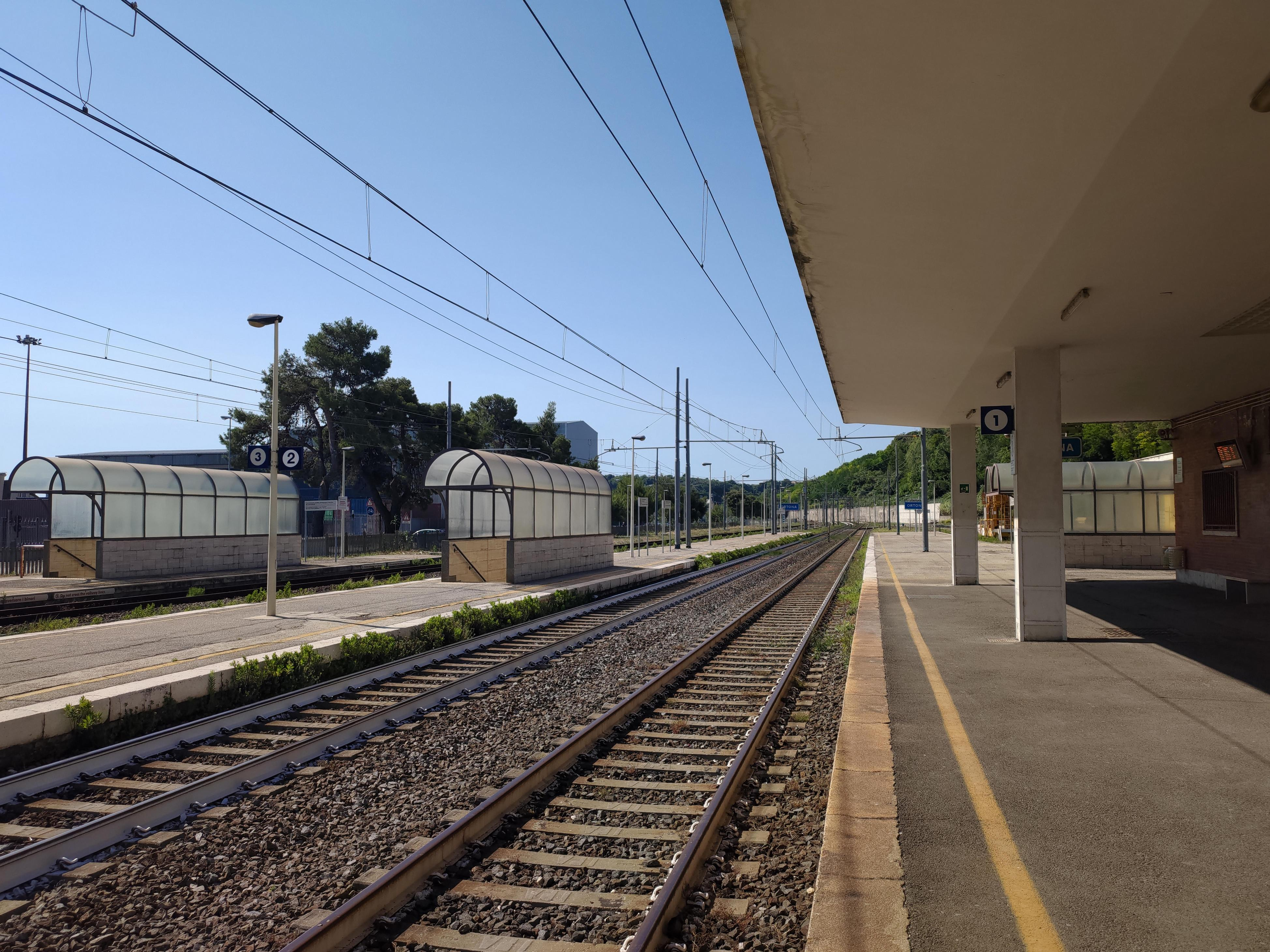

## Movimento
La stazione è interessata sia da traffico passeggeri che da quello merci su entrambe le direttrici nord-sud. Effettuano fermata presso l'impianto i treni regionali gestiti da Trasporto Unico Abruzzese e Trenitalia nell'ambito del contratto di servizio stipulato con la regione Abruzzo.
In seguito all'attivazione della variante di tracciato, arretrata rispetto al mare, il traffico passeggeri pendolare verso sud non raggiunge più le stazioni storiche di San Vito-Lanciano, Fossacesia e Torino di Sangro-Paglieta (tutte negli abitati in località Marina) che sono state sostituite da due nuovi impianti San Vito-Lanciano e Fossacesia-Torino di Sangro in posizioni abbastanza isolate dagli abitati. Dalla nuova stazione di San Vito-Lanciano si dirama il nuovo tronco fondovalle del Feltrino, realizzato nel 2010, della Ferrovia Sangritana per Lanciano (stazione via Bergamo), non toccando più alcun comune intermedio. È allo studio un piano per collegare nuovamente San Vito alla linea Adriatica sulla variante di tracciato.
Fino al 1982 era possibile l'interscambio con la tratta Ortona Marina-Crocetta della Ferrovia Sangritana nell'adiacente stazione di Ortona Marina, collegando tramite i binari FAS i comuni dell'entroterra marrucino quali Arielli, Orsogna, Guardiagrele. La stazione capolinea FAS, ristrutturata, si presenta in buono stato anche se chiusa al servizio, mentre versano in stato di degrado il piazzale binari (adibito a parcheggio bus TUA-ex FAS) e i ruderi dei fabbricati di servizio quali il magazzino merci. Lungo la linea verso Crocetta, sono presenti due altre stazioni, abbandonate, che erano a servizio di Ortona: Ortona Città, posta in via F. Tedesco ang. via Pantaleone Rapino nel moderno quartiere residenziale San Giuseppe e Ortona Zona Industriale. Nel 1996 solamente la direttrice Caldari-Ortona Marina della tratta originaria è stata riattivata per il solo servizio merci in regime di manovra. Attualmente però anche il traffico commerciale sembra definitivamente cessato, anche se non in maniera formale: la direttrice riattivata presenta infatti chiari segni di abbandono.

## Servizi
- Biglietteria self-service
- Sala d'attesa

## Interscambi
La stazione è dotata di parcheggio di interscambio sul piazzale esterno.
- Fermata autobus urbani ed extraurbani